# Ганц, Антон
Юлиус Антон Ганц (нем. Julius Anton Ganz; 6 февраля 1899, Кеттерсхаузен, Германская империя — 25 июля 1973, Бос, ФРГ) — гауптштурмфюрер СС, комендант концлагеря Эбензе.

## Биография
Антон Ганц родился 6 февраля 1899 года в семье крестьянина и сапожника Иоахима Ганца. Семь лет посещал народную и три года вечернюю школу. Впоследствии работал на ферме у отца. В июне 1917 года был призван в армию и в Мюнхене прошёл военную подготовку. Весной 1918 года воевал в составе королевского баварского 16-й резервного пехотного полка на Западном фронте. В августе 1918 года во Франции попал в британский плен, из которого был освобождён осенью 1919 года. С октября 1921 и до июня 1931 года служил в Вюртембергской охранной полиции. 1 октября 1931 года вступил в НСДАП (билет № 672421) и Штурмовые отряды (СА). В апреле 1932 года был зачислен в ряды СС (№ 34572). В 1934 году работал в посыльной службе в Штутгарте.
В январе 1940 года был призван в Войска СС и 15 января поступил на службу в концлагерь Хинцерт, где занимался подготовкой рекрутов. В феврале 1940 года был откомандирован в Цигенберг под Бад-Наухаймом, где руководил охранным подразделением во время строительства штаб-квартиры Гитлера «Гнездо орла». В 1942 году был переведён в качестве командира охранной роты в концлагерь Маутхазуен. В конце 1942 года стал начальником сублагеря Тернберг. В мае или июне 1943 года был переведён в Винер-Нойштадт, где занимался строительством нового сублагеря. После воздушной бомбардировки в ноябре 1943 года заключенные были отправлены в другие лагеря, а Ганц вернулся в Маутхаузен, где занимался подготовкой 130 рекрутов из фольксдойче. В конце мая 1944 года стал комендантом концлагеря Эбензе. Бывший заключённый Драгомир Барта, который вел дневник в Эбензе, вспоминал Ганца как «жестокого убийцу и садиста»: «В лагере он ходил только с кнутом, при встрече с заключенными бил их без причины. Когда они падали, он пинал их, душил и бил их по лицу сапогом. Очень часто после такого буйства заключенные оставались лежать на земле мертвыми.» Ещё один заключённый Жан Бьонди говорил о Ганце: «Его любимым развлечением было говорить снова и снова узникам, что ни один из них больше не покинет его лагерь живым. В качестве наказания за попытки побега он приказывал повесить виновных и выбирал час для казни во время вечерней переклички. Заключенных выстраивали на большой площади, первый ряд сидел, второй стоял на коленях, а третий стоял пока комендант с сигаретой во рту приводил в исполнение казнь близких друзей жертв.»
После окончания войны попал в плен к американцам, из которого ему удалось бежать. Ганц скрывался у крестьянина в Австрии. В 1949 году вернулся в Германию, где нашёл работу в строительной фирме во Фрайбурге. После смерти в 1962 году своей жены в 1963 году вновь женился и переехал в Бос, где купил дом и работал секретарём в земельном учредительном совете Меммингена. В 1965 году вышел на пенсию. В ноябре 1967 года был помещён в следственный изолятор, но через шесть месяцев был освобождён под залог в 20 000 марок. 26 октября 1972 года в Меммингене начался судебный процесс. 15 ноября 1972 года был приговорён к пожизненному лишению свободы за убийство в четырёх случаях и за два непредумышленных убийства. На основании медицинского заключения Ганц был отпущен на свободу, поскольку был болен раком. Умер 25 июля 1973 года.